# Slow Hands
"Slow Hands" er en sang af Niall Horan, der blev udgivet i 2017.

## Hitlister
| Hitliste (2017–18)                               | Højeste placering |
| ------------------------------------------------ | ----------------- |
| Australien (ARIA)                                | 2                 |
| Østrig (Ö3 Austria Top 40)                       | 26                |
| Belgien (Ultratop 50 Flanderen)                  | 29                |
| Belgien (Ultratop 50 Vallonien)                  | 33                |
| Canada (Canadian Hot 100)                        | 8                 |
| Tjekkiet (Rádio Top 100)                         | 12                |
| Tjekkiet (Singles Digitál Top 100)               | 25                |
| Danmark (Track Top-40)                           | 36                |
| Frankrig (SNEP)                                  | 66                |
| Tyskland (Official German Charts)                | 72                |
| Ungarn (Single Top 40)                           | 26                |
| Ungarn (Stream Top 40)                           | 37                |
| Irland (IRMA)                                    | 3                 |
| Italy (FIMI)                                     | 81                |
| Japan (Japan Hot 100)                            | 80                |
| Latvia (Latvijas Top 40)                         | 7                 |
| Malaysia (RIM)                                   | 19                |
| Mexico Airplay (Billboard)                       | 41                |
| Holland (Dutch Top 40)                           | 13                |
| Holland (Single Top 100)                         | 36                |
| New Zealand (RIANZ)                              | 8                 |
| Philippines (Philippine Hot 100)                 | 32                |
| Portugal (AFP)                                   | 51                |
| Skotland (Official Charts Company)               | 3                 |
| Slovakiet (Rádio Top 100)                        | 50                |
| Slovakiet (Singles Digitál Top 100)              | 28                |
| Spanien (PROMUSICAE)                             | 37                |
| Sverige (Sverigetopplistan)                      | 40                |
| Schweiz (Schweizer Hitparade)                    | 47                |
| Storbritannien Singles (Official Charts Company) | 7                 |
| USA Billboard Hot 100                            | 11                |
| USA Adult Contemporary (Billboard)               | 12                |
| USA Adult Top 40 (Billboard)                     | 1                 |
| USA Dance Club Songs (Billboard)                 | 1                 |
| USA Dance/Mix Show Airplay (Billboard)           | 4                 |
| USA Mainstream Top 40 (Billboard)                | 1                 |

| Hitlsite (2017)                       | Placering |
| ------------------------------------- | --------- |
| Australia (ARIA)                      | 12        |
| Belgium (Ultratop Flanders)           | 75        |
| Canada (Canadian Hot 100)             | 25        |
| Denmark (Tracklisten)                 | 94        |
| Netherlands (Dutch Top 40)            | 51        |
| Netherlands (Single Top 100)          | 71        |
| New Zealand (Recorded Music NZ)       | 45        |
| UK Singles (Official Charts Company)  | 45        |
| US Billboard Hot 100                  | 32        |
| US Adult Contemporary (Billboard)     | 38        |
| US Adult Top 40 (Billboard)           | 11        |
| US Dance Club Songs (Billboard)       | 38        |
| US Dance/Mix Show Airplay (Billboard) | 36        |
| US Mainstream Top 40 (Billboard)      | 8         |

| Chart (2018)                      | Position |
| --------------------------------- | -------- |
| US Adult Contemporary (Billboard) | 26       |